# مالیک فتحی
مالیک فتحی (انگلیسی: Malik Fathi؛ زادهٔ ۲۹ اکتبر ۱۹۸۳) بازیکن فوتبال اهل ترکیه است.
از باشگاه‌هایی که در آن بازی کرده‌است می‌توان به باشگاه فوتبال ماینتس ۰۵، باشگاه فوتبال مونیخ ۱۸۶۰، باشگاه فوتبال اسپارتاک مسکو، و باشگاه فوتبال قیصریه‌اسپور اشاره کرد.
وی همچنین در تیم‌های ملی فوتبال جوانان آلمان، زیر ۲۰ سال آلمان، زیر ۲۱ سال آلمان، و آلمان بازی کرده‌است.